# Синиър Къп на Шефилд и Халамшър
Шефилд & Халамшър Синиър Къп е регионалната купа на графство Шефилд и Халамшър и в нея участват най-силните тимове от графството от професионалните и полупрофесионалните първенства в Англия. Това е петият най-стар турнир на света след Йодан Къп и Кромуел Къп и третия останал заедно с ФА Къп и шотландската ФА Къп на Шотландия.

## Победители
- 14 победи: ФК Шефилд Уензди
- 11 победи: ФК Ъурксоп Таун, ФК Фрикли Атлетик
- 10 победи: Шефилд Юнайтед
- 8 победи: ФК Уейкфилд, ФК Мексбъро Таун
- 5 победи: ФК Денаби Юнайтед
- 4 победи: ФК Родъръм Таун, ФК Шефилд, ФК Халам, ФК Стоксбирдж Парк Стийлс
- с 2 победи: Локууд Брадърс, Родъръм Каунти, Ъптън Колиери, Уомбуел, Роумарш Атлетик, Саут Киркби Колиери, Бейтън Минърс, Роял Арми, Бентли Колиери, Стоксбридж Уъркс.